# クレオソート油
| クレオソート油 | クレオソート油         |
| -------------- | ---------------------- |
| 別名           | 石炭クレオソート       |
| CAS登録番号    | 8001-58-9              |
| 形状           | 黄色から茶、黒色の油状 |
| 密度と相       | 1.0 - 1.17 g/cm3, 液体 |
| 融点           | 約20 °C                |
| 沸点           | 200 - 400 °C           |
| 出典           | ICSC 0572              |

クレオソート油（クレオソートゆ、Creosote oil）は、コールタールを蒸留して得られる液体。石炭クレオソートあるいは工業用クレオソートともいう。芳香族化合物をはじめ200近い成分を含む混合物で、カーボンブラックの原料や木材の木材保存剤（防腐剤・防蟻剤）として利用される。

## 概要
黄色から暗褐色をした刺激臭のある油状の液体で、コールタールを 200-400℃ で蒸留したものから、ナフタレンやアントラセンのような結晶性物質、ならびにフェノールやピリジンなどの水溶性成分を除去して得られる。製品によって成分比は異なるが、上記化合物のほかフェナントレン・フルオランテン・ピレン・フルオレン・アセナフテンなど、2-4個の芳香環からなる化合物を主成分とする。
90％以上がタイヤ用ゴムやインク、トナーに用いられるカーボンブラックの原料とされ、一部が枕木や電柱といった屋外で使用される木材の木材保存剤として用いられている。
引火点73.9℃・発火点336.1℃で、消防法で第4類危険物（第3石油類）に指定されている。

## 発がん性問題
原料の石炭に由来する多環芳香族炭化水素 (PAHs) を多く含有することから、クレオソート油はIARCのグループ2A（おそらく発がん性がある）に分類されている。日本では2004年に一部の製品に含まれるジベンゾ[a,h]アントラセン・ベンゾ[a]アントラセン・ベンゾ[a]ピレンの3種が「有害物質を含有する家庭用品の規制に関する法律」によって有害物質に指定されたため、家庭用防腐剤は指定物質の含有濃度を 10ppm 以下にすること、および家庭用の防腐木材及び防虫木材は 3ppm 以下にすることが定められている（改良クレオソート油）。